# 靈鴿世界服務中心
靈鴿世界服務中心或稱靈鴿世界外展中心是一間只有數十名成員的福音派教會，位於美國的佛羅里達州，成立於1985年。中心原本是一間寂寂無名的教會，但自從泰利·瓊斯擔任牧師後，則變得世界聞名。瓊斯宣佈911襲擊的九周年（即2010年9月11日）為「國際焚燒《可蘭經》日」，隨即引起國際間強烈反彈，穆斯林群起攻之，美國總統奧巴馬亦於電視節目上制止靈鴿世界服務中心的行動。中心最終都沒有在9月11日焚燒可蘭經，不過該項行動延遲到2011年3月11日。除對穆斯林外，中心對同性戀及堕胎均持反對立場。